# Henrietta Swan Leavitt
Henrietta Swan Leavitt   (Lancaster, 4 de juliol de 1868 - Cambridge, 12 de desembre de 1921) va ser una astrònoma estatunidenca que va establir i caracteritzar la relació període-lluminositat de les variables cefeides.

## Primera formació
Quan tenia 20 anys va ingressar a Radcliffe College, llavors anomenat Societat per a l'Ensenyament Col·legiat de les Dones. Va rebre una rigorosa i completa educació que incloïa el grec clàssic, les belles arts, la filosofia, la geometria analítica o el càlcul diferencial.

## La seva recerca
Quan Leavitt va començar a treballar a l'Observatori de la Universitat Harvard el 1893, la seva feina no era la d'astrònoma, ni la de jove investigadora, sinó d'"ordinador", una feina rutinària, sota la supervisió d'Edward Pickering i pagada a 25 cèntims per hora. A més de Leavitt hi treballaven també Annie Jump Cannon, Williamina Fleming o Antonia Maury.
En aquest Observatori del Harvard College va estudiar les estrelles variables cefeides, la lluentor de les quals varia en períodes regulars. Va descobrir i catalogar estrelles variables del Gran Núvol de Magalhães i del Petit Núvol de Magalhães, cosa que li va permetre de descobrir el 1912 que les cefeides de major lluminositat intrínseca tenien llargs períodes, i determinà que hom pot predir la relació entre la duració d'aquest període i la magnitud absoluta de l'estel.

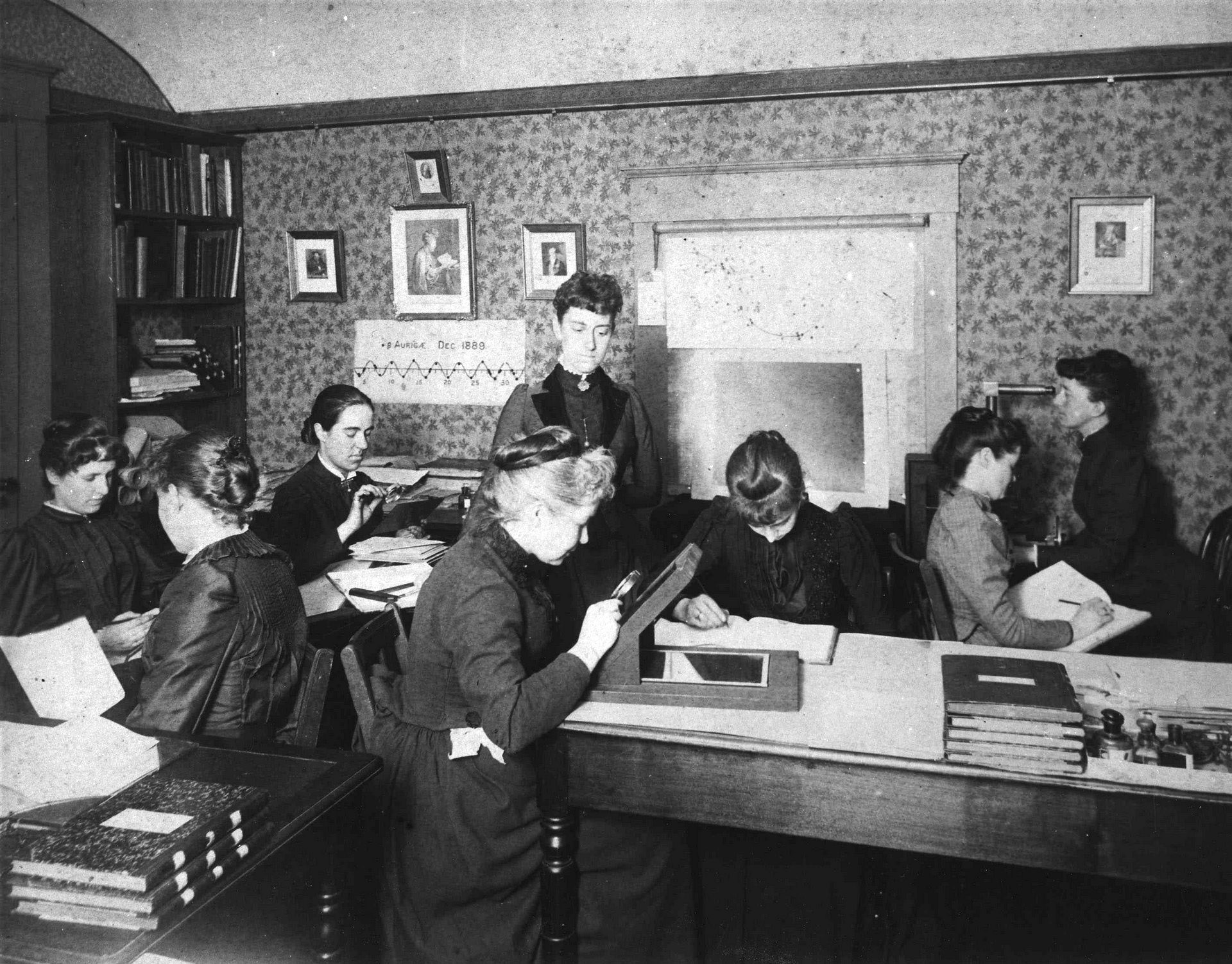
L'anomenat «Harem de Pickering», les dones-ordinadors de l'Observatori de la Universitat Harvard, que treballaven per a l'astrònom Edward Charles Pickering

Va fer aquest descobriment per iniciativa pròpia, perquè Edward Pickering, el seu cap, sota el nom del qual es va publicar el primer article, l'havia contractada per catalogar estrelles, i no per investigar-les.

## Repercussió iefecte Matilda
Un any després, Ejnar Hertzsprung s'adonà del valor d'aquest descobriment i en va fer un calibratge acurat; va determinar la distància d'unes quantes cefeides, cosa que li va permetre de precisar la relació exacta entre període i lluminositat. A partir de llavors, gràcies al descobriment d'Henrietta Swan Leavitt, observant el període d'una cefeida se'n podia conèixer la lluminositat (i, per tant, la magnitud absoluta). Comparant aquesta magnitud absoluta amb la magnitud aparent observada de l'estrella, hom podia establir la distància a aquesta cefeida.
Aquest mètode pot utilitzar-se també per a calcular la distància a un cúmul globular, tal com va fer des de l'observatori de Mount Wilson a la dècada del 1910 Harlow Shapley, que havia succeït Pickering com a cap de l'Observatori de Harvard, determinant així que la Via Làctia és molt més gran del que es creia fins aleshores.
El mètode també permet de determinar la distància d'una galàxia en la qual s'observin estrelles cefeides, tal com va fer, des del mateix observatori, Edwin Hubble a la dècada del 1920 amb la galàxia d'Andròmeda i posteriorment amb moltes altres galàxies espirals, cosa que li permeté concloure que aquests cossos -a diferència de les nebuloses- són situats a fora -i molt lluny- de la Via Làctia, tal com havia intuït Immanuel Kant el 1755. També li permeté d'establir, amb la col·laboració de Milton Humason, la llei de Hubble i formular la teoria de l'expansió de l'univers i del big-bang.
El 1925, el matemàtic suec Gösta Mittag-Leffler va escriure una carta a Henrietta Swan Leavitt per proposar-la per al Premi Nobel de Física de 1926, però aleshores va saber que feia quatre anys que havia mort. En la seva carta de resposta, Harlow Shapley no va vacil·lar a atribuir-se ell mateix el mèrit de la recerca.

## Malaltia i mort

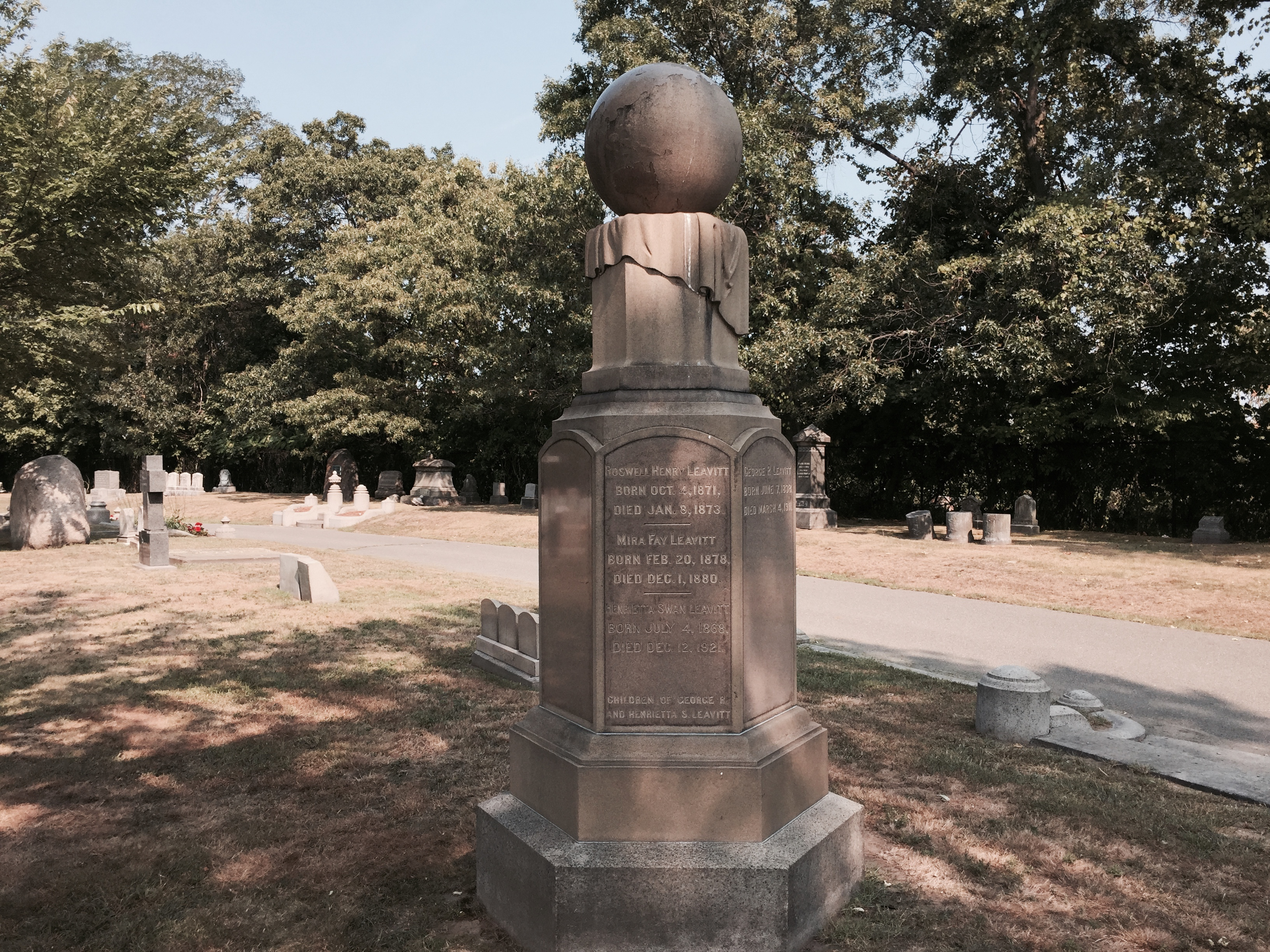
El monument de la família Leavitt al cementiri de Cambridge

El treball científic de Leavitt a Harvard es va veure interromput amb freqüència per malalties i obligacions familiars. Els seus companys van viure la seva mort a l'edat de 53 anys, a causa d'un càncer d'estómac, com una tragèdia per raons que anaven més enllà de les seves contribucions científiques. El seu company Solon Irving Bailey va escriure al seu obituari que "tenia la feliç i alegre facultat d'apreciar tot el que era digne i d'estima en els altres, i posseïa una naturalesa tan solar que, per ella, tota la vida esdevenia bella i plena de sentit":

## Reconeixement i memòria
"Assegut al cim d'un suau turó," escriu George Johnson a la seva biografia de Leavitt, "el lloc està marcat per un alt monument hexagonal, sobre el qual descansa un globus terraqüi. El seu oncle Erasmus Darwin Leavitt i la seva família també estan enterrats allà, juntament amb altres Leavitt". Una placa en memòria d'Henrietta i els seus dos germans, Mira i Roswell, està muntada al costat del monument. A prop hi ha les tombes d'Henry i William James. No hi ha cap epitafi a la tomba que recordi els èxits i contribucions d'Henrietta Leavitt a l'astronomia.
Un cràter lunar porta el seu nom, però la relació període-luminositat no ha estat anomenada llei de H. Leavitt. Malgrat la importància i repercussió de la seva descoberta, no hi ha premis d'astronomia amb el seu nom ni el porta cap telescopi espacial.
La dramaturga Lauren Gunderson escrigué Silent Sky, una obra de teatre centrada en la seva vida i la seva obra.

## Eponímia
- El cràter lunar Leavitt porta el nom d'Henrietta Swan Leavitt en honor seu.
- L'asteroide (5383) Leavitt també porta aquest nom en memòria seva.